# Parque natural de las Capanne di Marcarolo
El parque natural de las Cabañas de Marcarolo (en italiano Parco naturale delle Capanne di Marcarolo) es un espacio natural protegido situado en la provincia de Alessandria (Piamonte, Italia). Su nombre deriva de un pueblecito llamado Capanne di Marcarolo.

## Historia

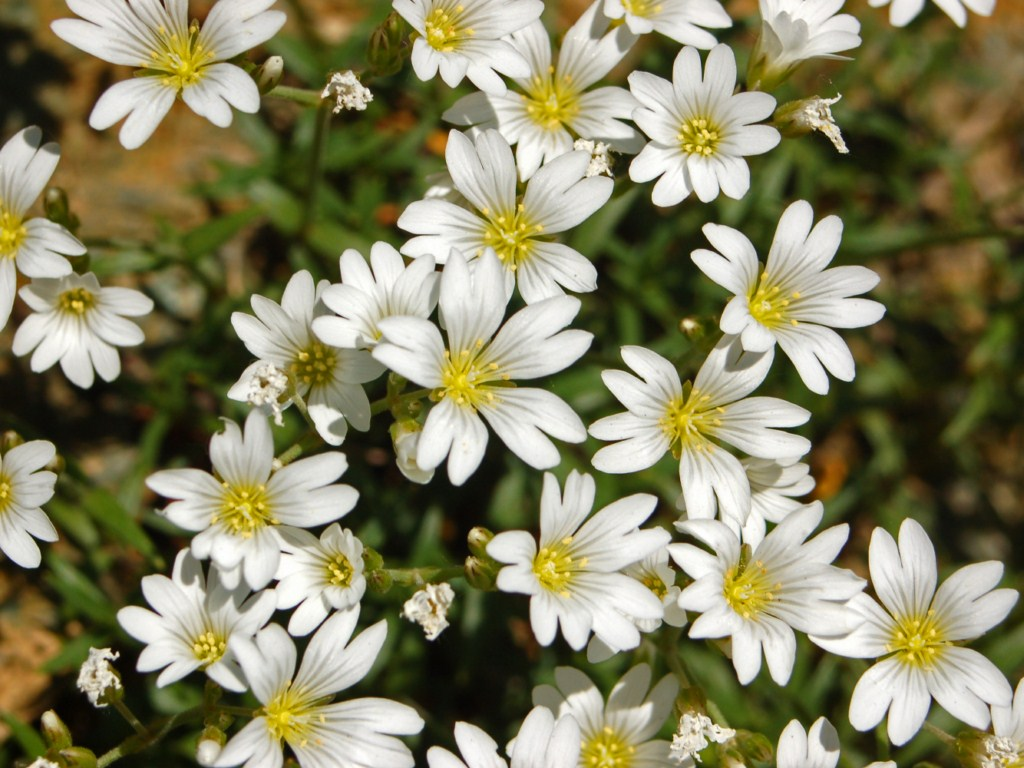
Cerastium utriense, un de los endemismos del parque.

Algunos lagos artificiales fueron construidos en el área del parque a finales del siglo XIX para abastecer de agua potable a la ciudad de Génova y producir energía eléctrica.
En la primavera de 1944 las tropas nazi-fascistas rodearon a un grupo de maquis en el Monte Tobbio. Después de un tiroteo algunos maquis lograron escapar. Los fascistas capturaron a los demás, los translaron cerca de la Abadía de la Benedicta y allí el 6 de abril de 1944 los fusilaron.
El parque natural fue instituido por la Ley Regional (l.r.) nr. 53 del año 1979, modificada por la l.r. nr. 13 de 23 de enero de 1989. El territorio del parque forma parte de un LIC (Lugar de Importancia Comunitaria ) llamado Capanne di Marcarolo (código: IT1180026).

## Geografía

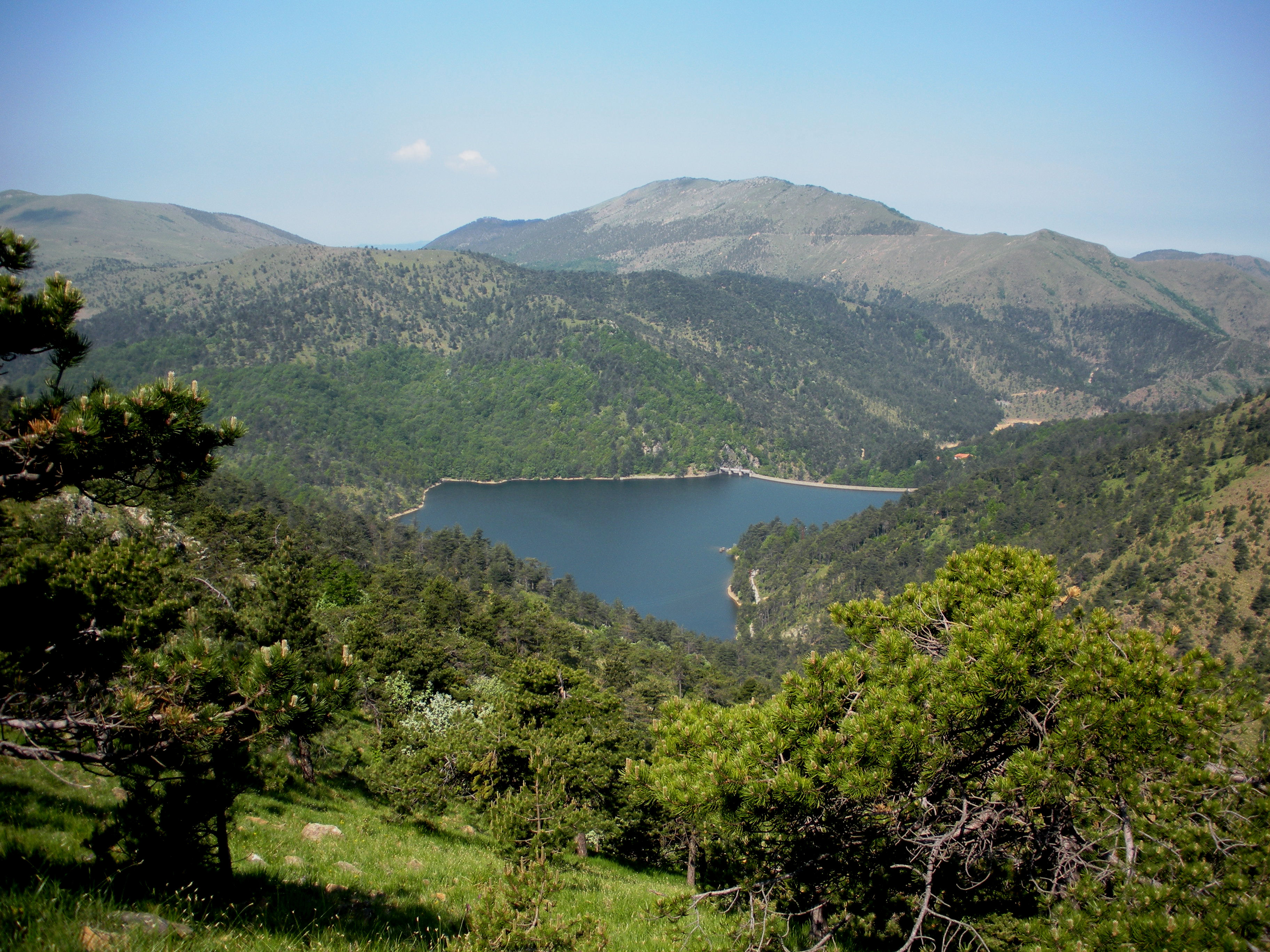
Lago Lungo (Lago Largo) del Gorzente.

El área protegida se encuentra en el interior de la Riviera italiana, no muy leyos de Génova, y cubre una zona pintoresca de los Apeninos ligures. Administrativamente está incluido en la Regione Piamonte y confina con la Liguria. Está ubicado al norte de la divisoria de aguas entre la Llanura Padana (al norte) y el Mar de Liguria y alcances los 8.216 ha.

### Valles
Incluye algunos valles indirectamente afluentes del Río Po:
- una parte del valle del Lemme (al este del parque),
- los valles del Gorzente y del Piota (al centro),
- una parte pequeña del valle de la Stura di Ovada (al oeste).

### Montañas

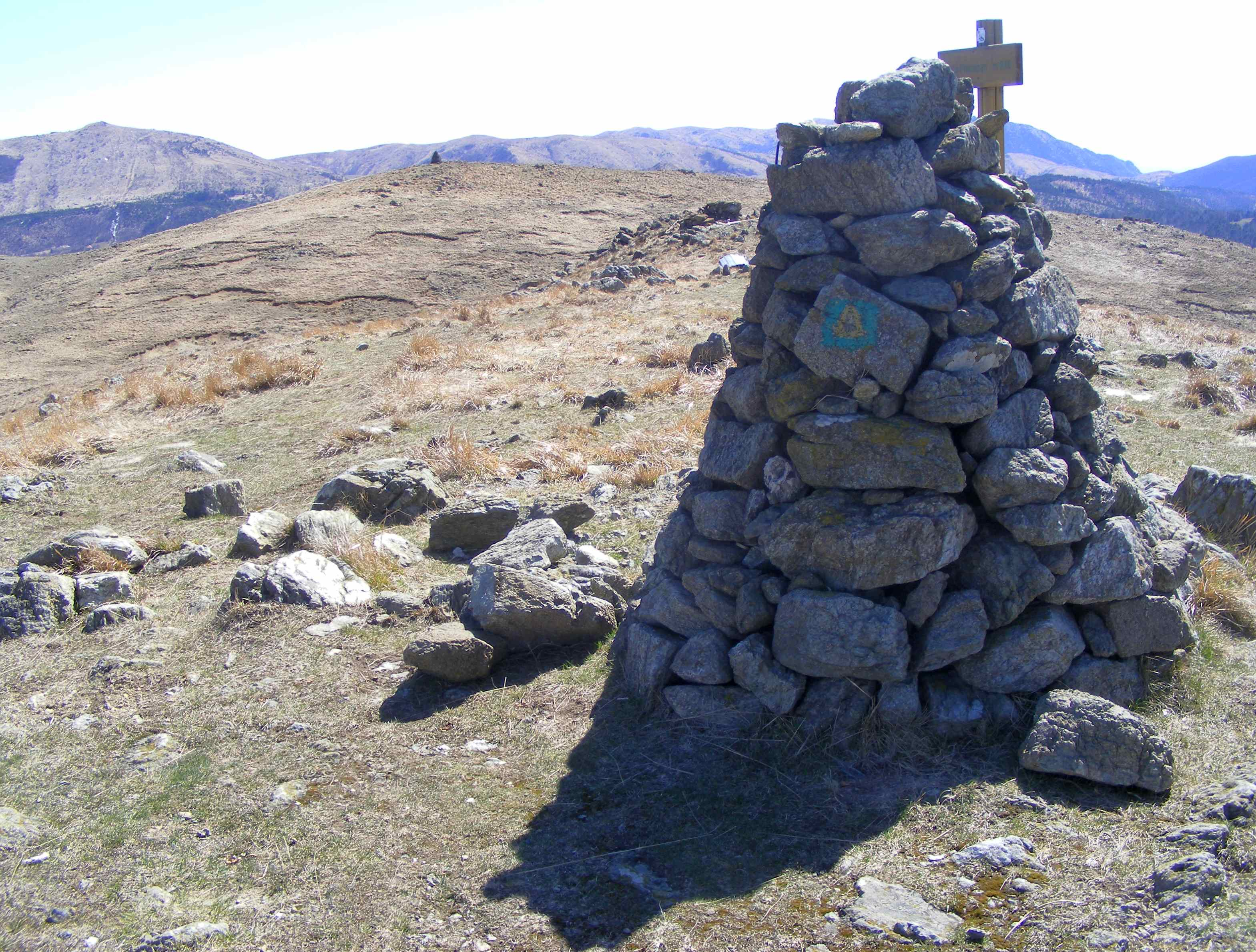
El cairn del Monte Pracaban.

Entre las montañas más altas del parque cabe mencionar el Monte delle Figne (1172 m), el Monte Taccone (1113 m) y el Monte Tobbio (1092 m), que se encuentra aproximadamente en el centro del área protegida.

### Municipios
El parque natural pertenece a siete comuni  diferentes:
- Bosio,
- Casaleggio Boiro,
- Fraconalto,
- Lerma,
- Mornese,
- Tagliolo Monferrato,
- Voltaggio.

## Geología
La geología del parque tiene mucho que ver con el Gruppo di Voltri. En esta zona la placa africana, chocando con la placa euroasiática, produjo muchas rocas efusivas, ahora  principalmente representadas por peridotitas y serpentinitas. Suelos particulares se formaron a partir de la degradación de esas rocas, muy ricas en magnesio, y en estos suelos viven hoy plantas raras o endémicas como Viola bertolonii o Cerastium utriense.
Hubo algunas minas de oro, pero ahora están abandonadas, cerca de la Cascina Ferriere y otros lugares de los alrededores.

## Ecología

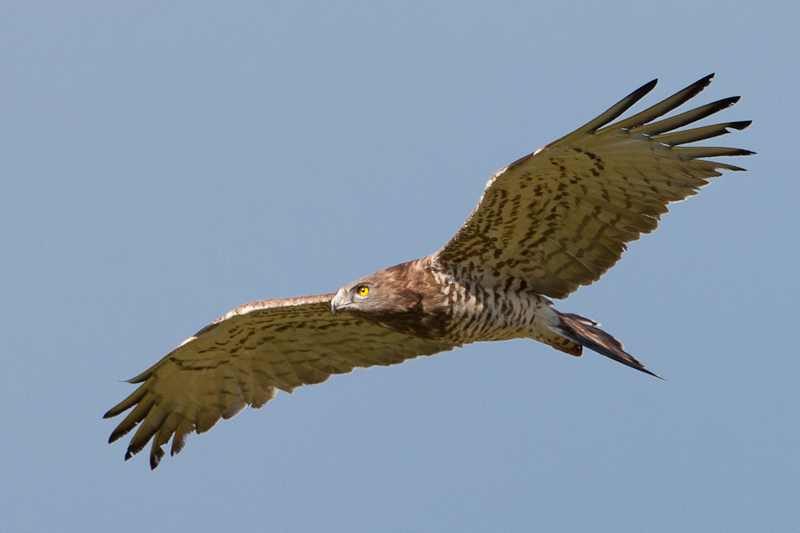
La culebrera, mascota del parque

Entre los animales merece la pena destacar una biodiversidad notable de reptiles y anfibios: en el parque viven ocho diferentes especies de serpientes y en la oscuridad de las antiguas minas los zoólogos encontraron Speleomantes strinatii, un endemismo un tiempo considerado una subespecie de la salamandra italiana de las cuevas (Speleomantes italicus) y ahora clasificado como una especie independiente
En los ríos que atraviesan el parque viven muchas peces comunes como la trucha común pero también especies en peligro como el cangrejo de patas blancas, que se encuentra en el valle del Lemme Valley. Los bosques ofrecen un hábitat adecuado para jabalís, zorros rojos, tejones, lirónes grises, murciélagos, corzos, gamos europeos, rizos, garduñas y liebres.
El área de las cabañas de Marcarolo se sitúa en una ruta migratoria de las aves muy importante y ofrece lugares de nidificación a muchas especies de pájaros. Entre las aves rapaces cabe mencionar la culebrera europea (en italiano Biancone), una especie que en Italia está en serio peligro de extinción y que fue elegida como símbolo del parque. Muchas parejas de busardo ratonero también anidan en la zona.

## Senderismo

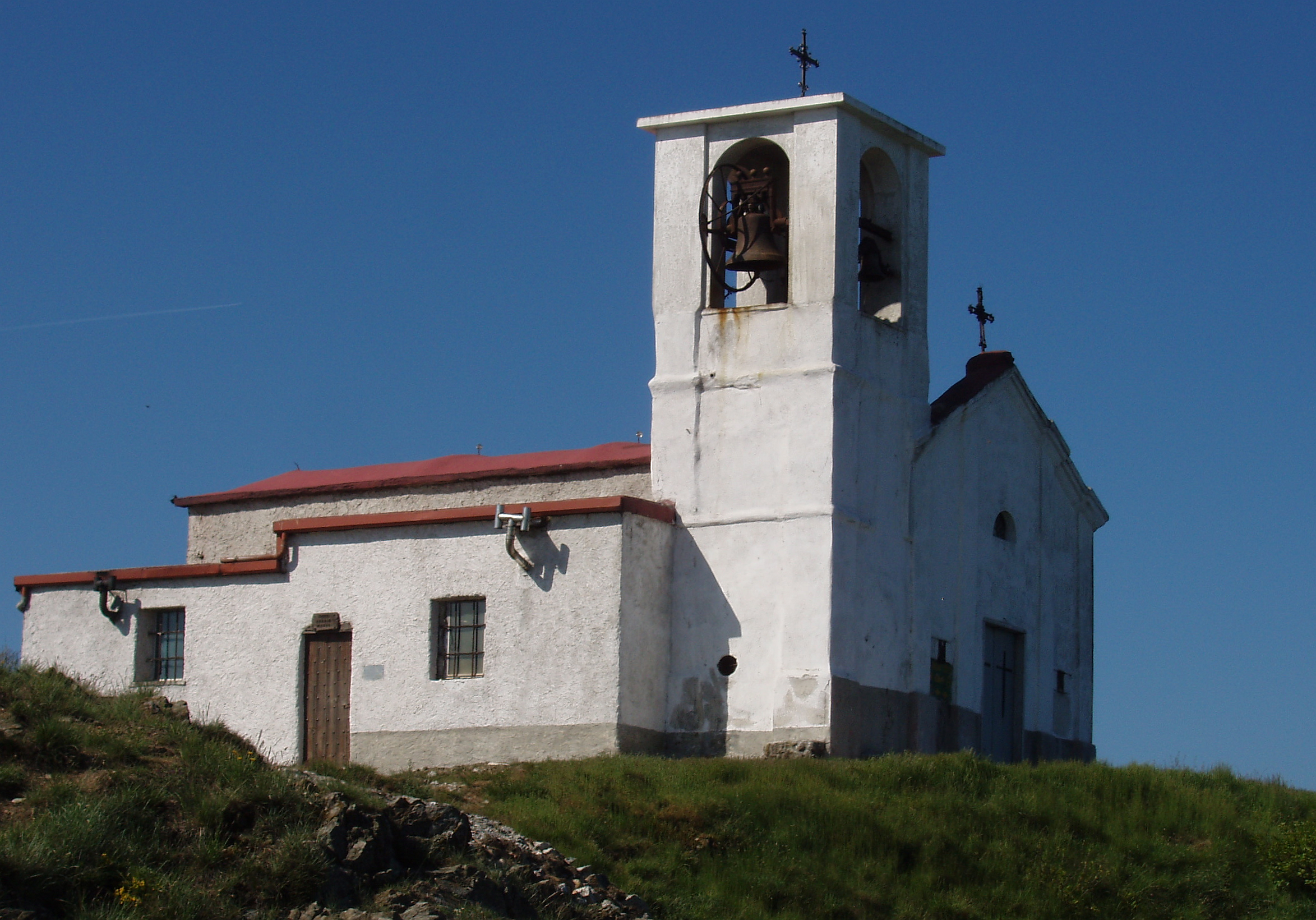
La iglesia del Monte Tobbio.

Una ancha red de sendas, muchas de ellas señaladas por la F.I.E. (Federazione Italiana Escursionismo, Federacion Senderista Italiana), cubre el territorio del parque. Hay también dos refugios de montaña:
- Maria Santissima di Caravaggio (monte Tobbio), que consiste en una casa adyacente a la iglesia en la cima del monte y puede utilizarse en caso de emergencia.[12]
- Rifugio Escursionistico Nido del Biancone, qué se encuentra en la localidad Capanne di Marcarolo (comune de Bosio).[13]